# Гурьево (Смоленская область)
Гу́рьево   — деревня  в Ельнинском районе Смоленской области России. Население – 1 житель (2015 год)   Расположена в юго-восточной части области  в 7  км к северо- западу от города Ельня,  в 8 км севернее  автодороги Р96 Новоалександровский(А101)- Спас-Деменск — Ельня — Починок, в 7 км к западу от автодороги Р137 Сафоново — Рославль, на берегах реки Ужа. В 4,5 км к югу от деревни железнодорожная станция Нежода на линии Смоленск  - Сухиничи. Входит в состав Леонидовского сельского поселения.

## История
В годы Великой Отечественной войны деревня была местом ожесточённых боёв и дважды была оккупирована гитлеровскими войсками. 1-й раз в июле 1941 года (освобождена утром 6 сентября 1941 года в ходе Ельнинской операции), 2-й раз - в октябре 1941 года (освобождена в августе 1943 года в ходе Ельнинско-Дорогобужской операции в 1943 году).

## Экономика
Крестьянское хозяйство «Полесье» .